# Бородкин, Михаил Иванович
Михаил Иванович Бородкин (1 июля 1925, Балашовский округ, Нижне-Волжский край — 14 ноября 2021, Красное Знамя, Саратовская область) — советский хозяйственный, государственный и политический деятель, бригадир колхоза «Красное знамя» Аркадакского района Саратовской области. Герой Социалистического Труда (1973).

## Биография
Родился 1 июля 1925 году в селе Андреевка Балашовского округа Нижне-Волжского края (ныне — Аркадакского района Саратовской области) в крестьянской семье. Русский.
С детства познал цену крестьянского труда. Окончил сельскую школу.
Работал в колхозе. Когда появились первые трактора, пошёл на курсы трактористов. В годы Великой Отечественной войны работал на машинно-тракторной станции (МТС) в селе Андреевка, позднее стал механизатором.
8 января 1943 года в 17 лет призван в Красную Армию Кистендейским райвоенкоматом Саратовской области. Боевой путь прошёл в артиллерии, в кавалерийских частях. Воевал в 182 гвардейском артиллерийско-миномётном Дебреценском полку 11-я гвардейская Донская казачья кавалерийская Волновахская Краснознамённая ордена Богдана Хмельницкого дивизия 5-го гвардейского кавалерийского корпуса 3-го Украинского фронта. Войну закончил в Австрии. Награждён орденом Славы 3-й степени, медалями. Демобилизован в 1948 году.
Вернувшись на родину, работал в колхозе «Красное Знамя» слесарем в мастерской, водителем, заведующим механическим мастерскими. С 1965 года трудился бригадиром полеводческой бригады. Проявил себя как талантливый организатор производства, умеющий находить себе опору среди людей, но и как знающий полевод. Его бригада славилась своими трудовыми успехами на всю область, широко использовала современные технологии выращивания трудоемких культура с наименьшим применением ручного труда. Только в 1973 году они сумели собрать особенно высокий урожай: зерновых — по 36 центнеров с гектара, картофеля — по 174 центнера, сахарной свёклы — по 385 центнеров, подсолнечника — 11,6 центнеров.
Указом Президиума Верховного Совета СССР от 7 декабря 1973 года за большие успехи, достигнутые во Всесоюзном социалистическом соревновании, и проявленную трудовую доблесть в выполнении принятых обязательств по увеличению производства и продажи государству зерна и других продуктов земледелия в 1973 году Бородкину Михаилу Ивановичу присвоено звание Героя Социалистического Труда с вручением ордена Ленина и золотой медали «Серп и Молот».
Руководил бригадой 12 лет. С 1967 года работал заместителем председателя колхоза по строительству. При нём активно строилось жильё, целые улицы, реставрировались коровники и свинарники, помещения для кур, перестраивали ток, построили свой маслозавод. Вышел на пенсию.
Жил в селе Красное Знамя Аркадакского района.
Награждён 2 орденами Ленина (08.04.1971; 07.12.1973), орденами Отечественной войны 2-й степени (1103.1985), Славы 3-й степени (24.01.1945), Трудовой Славы 3-й степени, медалями, в том числе 2 «За боевые заслуги» (01.0.9.1944; 30.05.1947).

## Награды
- Золотая медаль «Серп и Молот» (07.12.1973)
- Орден Ленина (08.04.1971)
- Орден Ленина (07.12.1973)
- Орден Отечественной войны I степени (11.03.1985)[3]
- Орден Отечественной войны II степени
- Орден Славы III степени (24.01.1945)[2]
- Орден Трудовой Славы III степени (11.03.1985)[4]

- Медаль «За боевые заслуги» (1.09.1944)[5]
- Медаль «За боевые заслуги» (30.05.1947)[6]
- Медаль «В ознаменование 100-летия со дня рождения Владимира Ильича Ленина» (6 апреля 1970)

- Медаль «За победу над Германией в Великой Отечественной войне 1941—1945 гг.» (9 мая 1945[7])
- Медаль «За взятие Будапешта» (09.06.1945)[6]
- Юбилейная медаль «Двадцать лет Победы в Великой Отечественной войне 1941—1945 гг.» (7 мая 1965[8])
- Юбилейная медаль «Тридцать лет Победы в Великой Отечественной войне 1941—1945 гг.»[9]
- Медаль «Сорок лет Победы в Великой Отечественной войне 1941-1945 гг.»[10]
- Медаль «За доблестный труд»
- Медаль «Ветеран труда»
- Медаль «30 лет Советской Армии и Флота»[11]
- Юбилейная медаль «40 лет Вооружённых Сил СССР»[12]
- Юбилейная медаль «50 лет Вооружённых Сил СССР» (26 декабря 1967[13])
- Юбилейная медаль «60 лет Вооружённых Сил СССР» (28 января 1978[14])
- Юбилейная медаль «70 лет Вооружённых Сил СССР» (28 января 1988[15])
- Знак «Гвардия»
- Знак МО СССР «25 лет Победы в Великой Отечественной войне» (24 апреля 1970)

## Память
- Его имя увековечено в Главном Храме Вооружённых сил России, и навсегда запечатлено на мемориале «Дорога памяти»